# Stenodynerus sapidus
Stenodynerus sapidus är en stekelart som beskrevs av Giordani Soika 1970. Stenodynerus sapidus ingår i släktet smalgetingar, och familjen Eumenidae. Inga underarter finns listade i Catalogue of Life.